# Zwinger

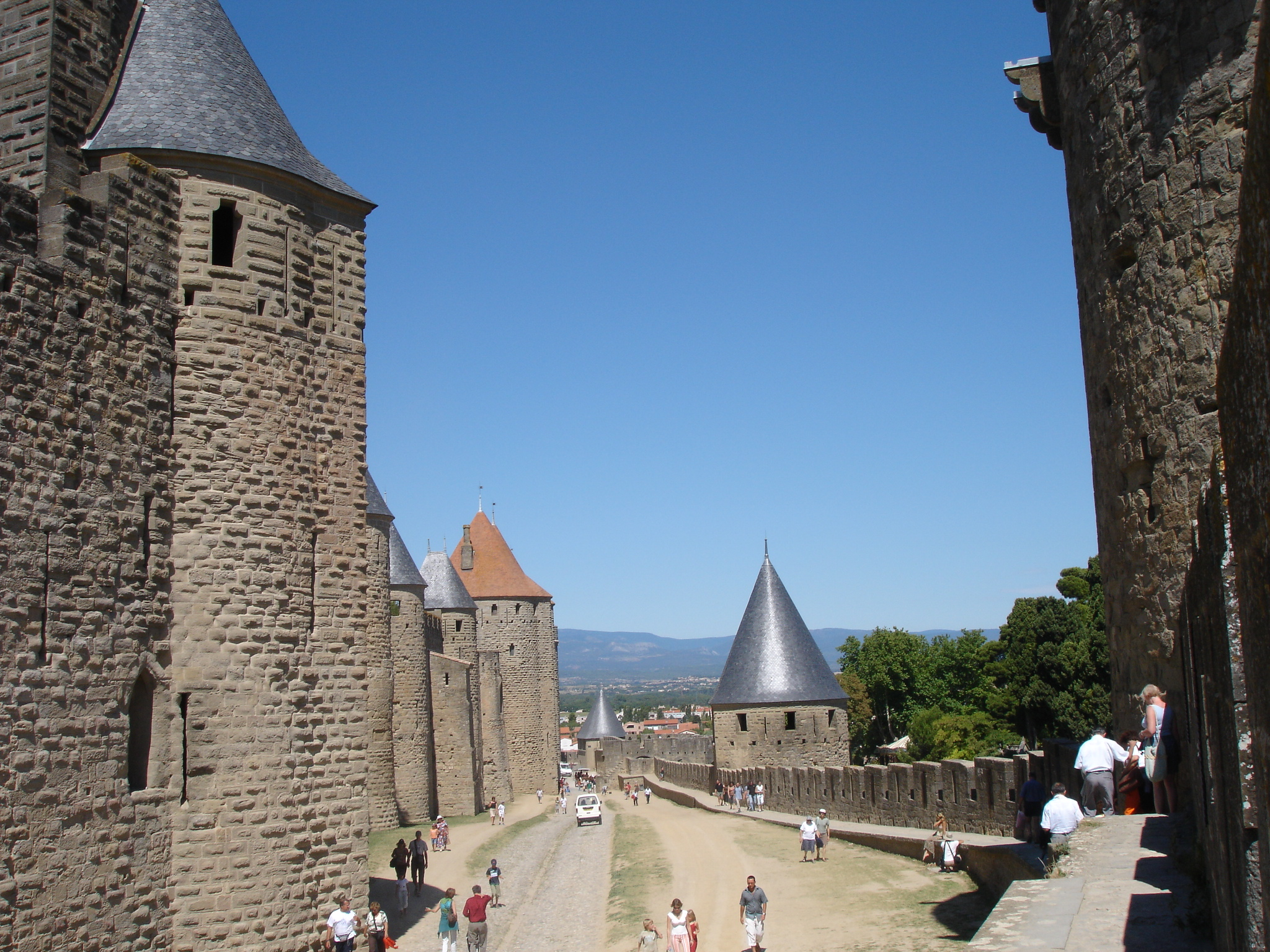
A carcassonne-i vár zwingere

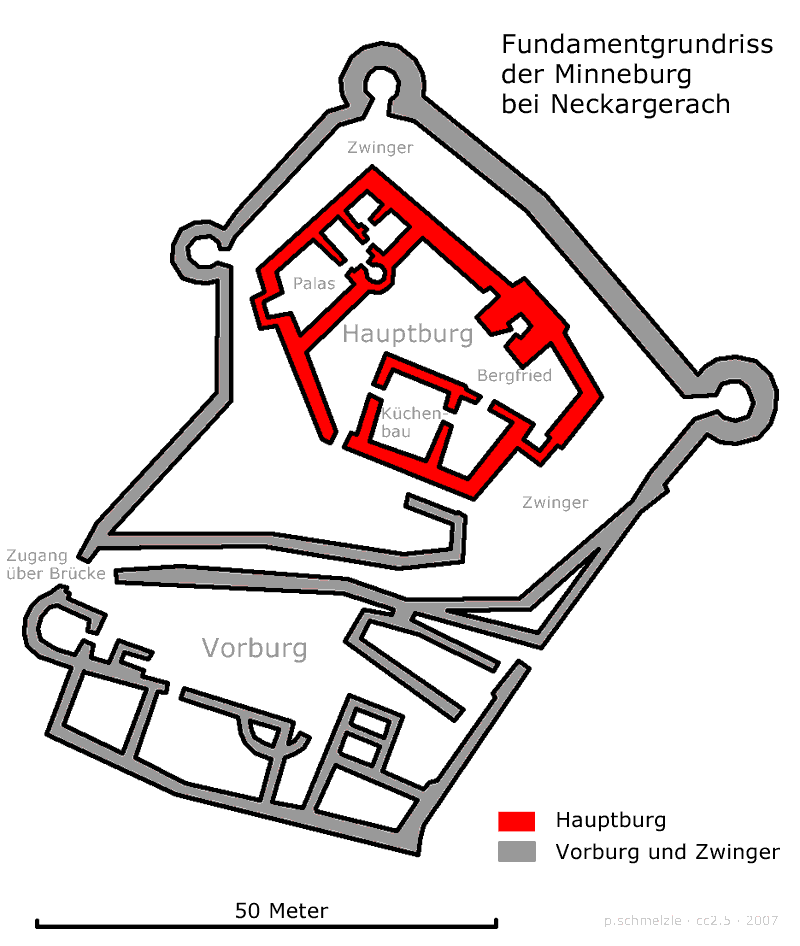
A minneburgi vár (Neunkirchen, Németország) alaprajza és rajta a zwinger helye

A zwinger (ejtsd: cvinger, magyarul am. szorító, németül Zwinger) középkori illetve azóta épült várak, erődítmények két kőfallal határolt, gyakran állatok számára  elkerített részeket is tartalmazó területe, ahol pl. a lovagi tornákat tartották. Ugyanezt a szót használták később a falszorosban emelt épületekre, pl. tornyokra is. 

## Híres zwingerek

### A drezdai Zwinger
A falszorosról kapta  nevét a drezdai Zwinger barokk épületegyüttese, Európa egyik leghíresebb múzeumcsoportja is, bár itt a külső falon elhelyezett Kronentor (Koronás kapu) mögött voltaképpen a kastély előkertjét alakította ki az építész, Matthäus Daniel Pöppelmann.

### Magyar vonatkozású zwingerek
- Püspökvár (Győr)
- Kőszeg
- Szabó-zwinger (Brassó)

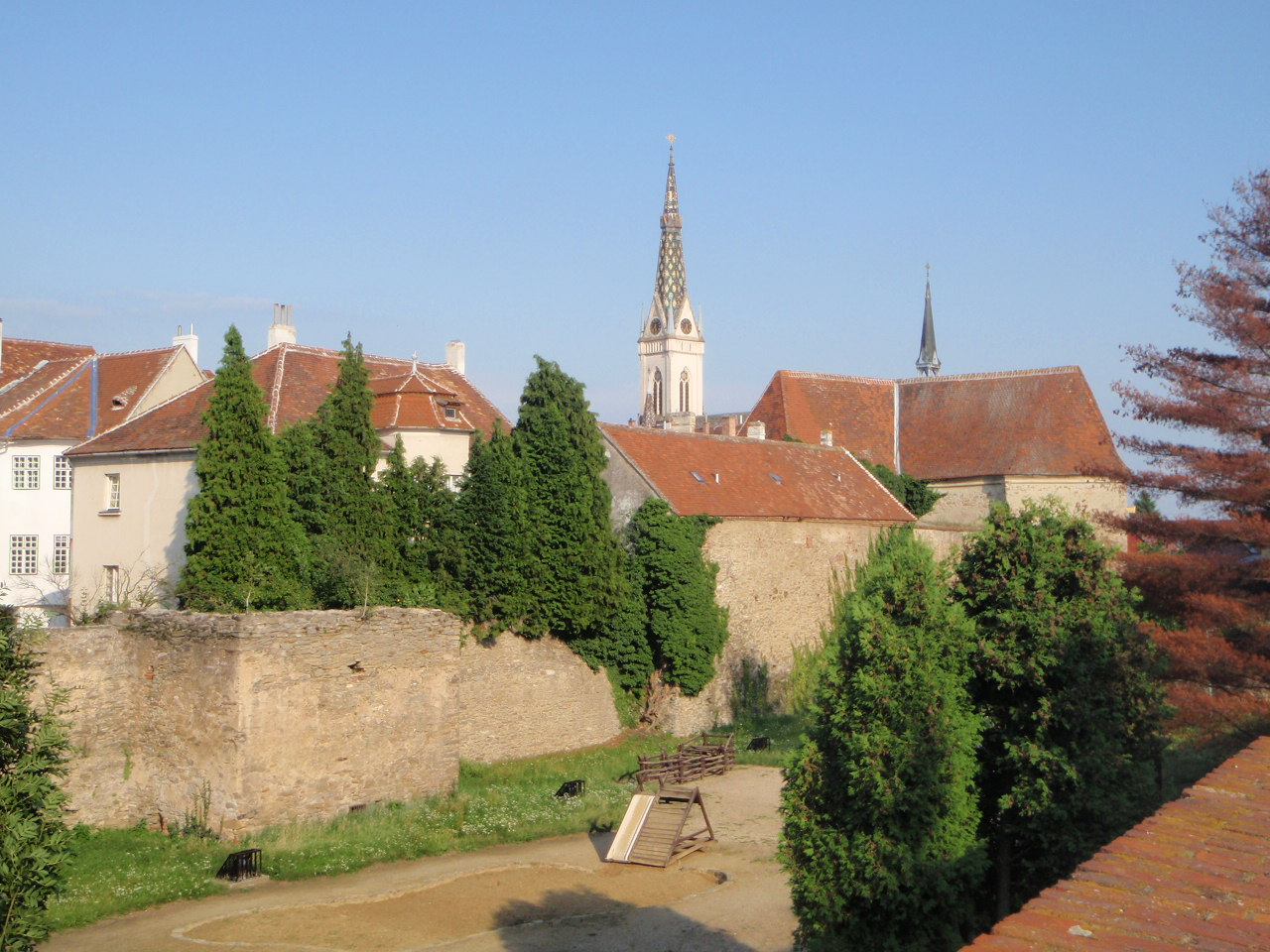
A kőszegi zwinger

- Egykori Csizmadia-zwinger (Brassó)

## Példák középkori zwingerekre

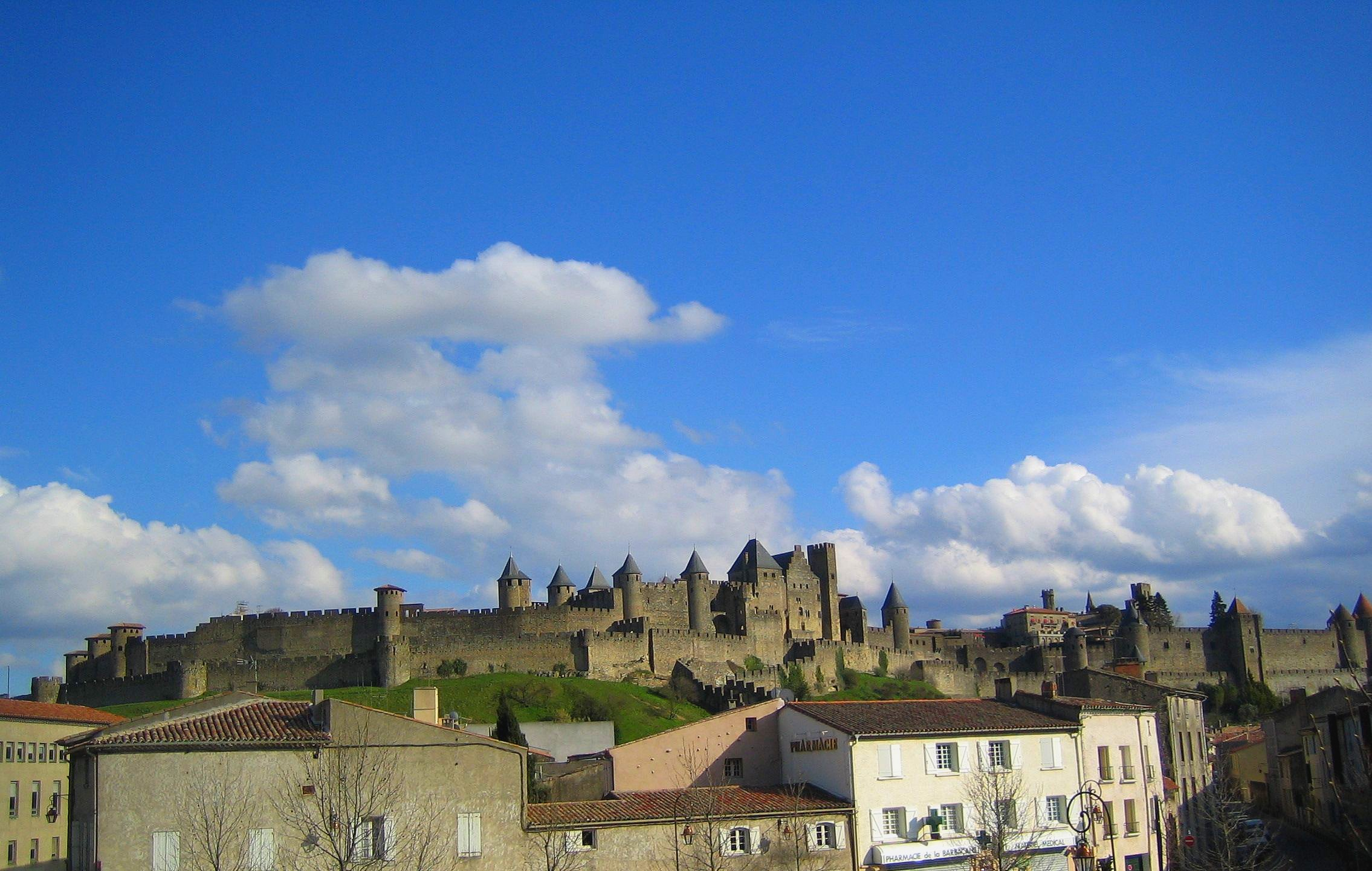
Carcassonne városfalai zwingerrel

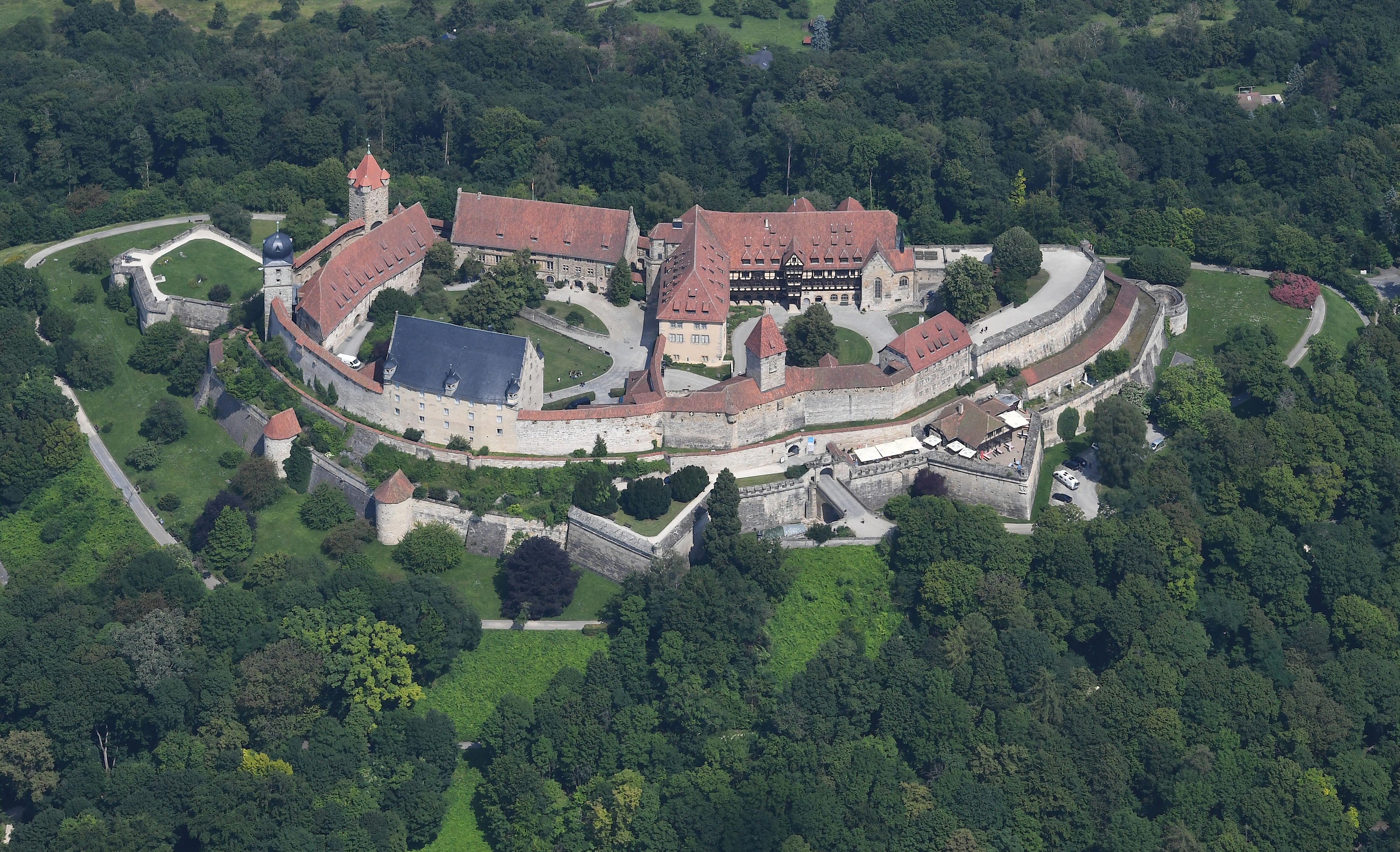
Kora újkori bástyákkal erődített zwinger a Veste Coburg körül

### Városerődítmények
- Amberg
- Aschersleben
- Carcassonne
- Delitzsch
- Dinkelsbühl
- Görlitz
- Ingelheim am Rhein
- Jüterbog
- Neubrandenburg
- Nördlingen
- Nürnberg
- Templin
- Wolframs-Eschenbach

### Várak
- Burg Altenstein (Hassberge)
- Giechburg (Oberfranken)
- Burg Hohenurach (Schwäbische Alb)
- Minneburg (Odenwald)
- Burg Rauheneck (Ebern)
- Burg Nürburg (Eifel)
- Veste Otzberg (Otzberg)
- Burg Hornberg am Neckar (Neckar-Odenwald-Kreis)
- Burg Guttenberg am Neckar (Neckar-Odenwald-Kreis)

## Fordítás
Ez a szócikk részben vagy egészben  a   Zwinger (Architektur) című német Wikipédia-szócikk fordításán alapul.  Az eredeti cikk szerkesztőit annak laptörténete sorolja fel. Ez a jelzés csupán a megfogalmazás eredetét és a szerzői jogokat jelzi, nem szolgál a cikkben szereplő információk forrásmegjelöléseként.